# Tyrone Conraad
Tyrone Conraad (Rotterdam, 7 aprile 1997) è un calciatore surinamese, attaccante del TSC Bačka Topola e della nazionale surinamese.

## Biografia
È cugino di Royston Drenthe, anch'egli calciatore.

## Carriera

### Club
Ha iniziato a giocare nelle giovanili di Feyenoord e Sparta Rotterdam. Successivamente ha firmato il suo primo contratto da professionista con lo Sparta, ma non ha mai disputato partite ufficiali con il club. Nell'estate del 2016 si è trasferito al Cambuur, esordendo fra i professionisti il 14 ottobre dello stesso anno nell'incontro di Eerste Divisie contro il Den Bosch. Durante la stagione 2016-17 ha giocato sei partite con il Cambuur, prima di essere relegato alla squadra riserve nella stagione successiva. Nel suo terzo anno al Cambuur, è tornato in prima squadra e ha disputato un totale di 24 partite. Nell'estate del 2019 si è trasferito a titolo gratuito al Kozakken Boys, club di terza divisione olandese, dove è diventato il miglior marcatore del club con sette gol in 24 partite.
Nell'estate del 2020 si è trasferito a titolo gratuito all'Ergotelīs in Souper Ligka Ellada 2, dove, nel corso di due stagioni, ha totalizzato 52 presenze e 15 reti in campionato.
Nell'estate del 2022 ha firmato con la squadra montenegrina del Sutjeska, con cui ha realizzato 25 gol in 33 presenze, conquistando il titolo di capocannoniere della Prva crnogorska fudbalska liga 2022-2023, oltre ad aiutare la squadra a vincere la Coppa del Montenegro.
Il 25 giugno 2023 ha firmato un contratto con il Meizhou Kejia nella Super League cinese.
Il 2 ottobre 2024 si trasferisce allo Sharjah nella prima divisione degli Emirati Arabi Uniti.

### Nazionale
Nato nei Paesi Bassi, ha origini surinamesi.
Ha esordito con la nazionale surinamese l'8 giugno 2024 in una partita valida per le qualificazione ai Mondiali 2026 contro Anguilla, disputata al Raymond E. Guishard Technical Centre, in cui ha segnato una doppietta nella vittoria del Suriname per 4-0.

## Statistiche

### Presenze e reti nei club
Statistiche aggiornate al 4 dicembre 2024.
| Stagione             | Squadra              | Campionato           | Campionato | Campionato | Coppe nazionali | Coppe nazionali | Coppe nazionali | Coppe continentali | Coppe continentali | Coppe continentali | Altre coppe | Altre coppe | Altre coppe | Totale | Totale | Totale |
| Stagione             | Squadra              | Comp                 | Pres       | Reti       | Comp            | Pres            | Reti            | Comp               | Pres               | Reti               | Comp        | Pres        | Reti        | Pres   | Reti   |        |
| -------------------- | -------------------- | -------------------- | ---------- | ---------- | --------------- | --------------- | --------------- | ------------------ | ------------------ | ------------------ | ----------- | ----------- | ----------- | ------ | ------ | ------ |
| 2016-2017            | SC Cambuur           | ED                   | 6          | 0          | KNVB            | 0               | 0               | —                  | —                  | —                  | —           | —           | —           | 6      | 0      |        |
| 2017-2018            | SC Cambuur           | ED                   | 0          | 0          | KNVB            | 0               | 0               | —                  | —                  | —                  | —           | —           | —           | 0      | 0      |        |
| 2018-2019            | SC Cambuur           | ED                   | 24+1       | 4+0        | KNVB            | 3               | 1               | —                  | —                  | —                  | —           | —           | —           | 34     | 5      |        |
| Totale SC Cambuur    | Totale SC Cambuur    | Totale SC Cambuur    | 31         | 4          |                 | 3               | 1               | —                  | —                  | —                  | —           | —           | —           | 34     | 5      |        |
| 2019-2020            | Kozakken Boys        | TD                   | 24         | 7          | KNVB            | 1               | 0               | —                  | —                  | —                  | —           | —           | —           | 25     | 7      |        |
| 2020-2021            | Ergotelis            | SL2                  | 27         | 7          | CG              | 0               | 0               | —                  | —                  | —                  | —           | —           | —           | 27     | 7      |        |
| 2021-2022            | Ergotelis            | SL2                  | 25         | 8          | CG              | 0               | 0               | —                  | —                  | —                  | —           | —           | —           | 25     | 8      |        |
| Totale Ergotelis     | Totale Ergotelis     | Totale Ergotelis     | 52         | 15         |                 | —               | —               | —                  | —                  | —                  | —           | —           | —           | 52     | 15     |        |
| 2022-2023            | FK Sutjeska Nikšić   | 1.CFL                | 33         | 25         | CM              | 4               | 2               | UCL+UECL           | 2+2                | 0+0                | —           | —           | —           | 41     | 27     |        |
| 2023                 | Meizhou Kejia        | CSL                  | 15         | 7          | CC              | 0               | 0               | —                  | —                  | —                  | —           | —           | —           | 15     | 7      |        |
| 2024                 | Meizhou Kejia        | CSL                  | 25         | 5          | CC              | 0               | 0               | —                  | —                  | —                  | —           | —           | —           | 25     | 5      |        |
| Totale Meizhou Hakka | Totale Meizhou Hakka | Totale Meizhou Hakka | 40         | 12         |                 | 0               | 0               | —                  | —                  | —                  | —           | —           | —           | 40     | 12     |        |
| 2024-2025            | Sharjah              | PL                   | 16         | 3          | CEAU+CdL        | 4+2             | 1+0             | ACL2               | 8                  | 0                  |             | —           | —           | 30     | 4      |        |
| Totale carriera      | Totale carriera      | Totale carriera      | 182        | 64         |                 | 9               | 3               |                    | 7                  | 0                  |             | 0           | 0           | 199    | 67     |        |

### Cronologia presenze e reti in nazionale
| Cronologia completa delle presenze e delle reti in nazionale ― Suriname | Cronologia completa delle presenze e delle reti in nazionale ― Suriname | Cronologia completa delle presenze e delle reti in nazionale ― Suriname | Cronologia completa delle presenze e delle reti in nazionale ― Suriname | Cronologia completa delle presenze e delle reti in nazionale ― Suriname | Cronologia completa delle presenze e delle reti in nazionale ― Suriname | Cronologia completa delle presenze e delle reti in nazionale ― Suriname | Cronologia completa delle presenze e delle reti in nazionale ― Suriname |
| Data                                                                    | Città                                                                   | In casa                                                                 | Risultato                                                               | Ospiti                                                                  | Competizione                                                            | Reti                                                                    | Note                                                                    |
| ----------------------------------------------------------------------- | ----------------------------------------------------------------------- | ----------------------------------------------------------------------- | ----------------------------------------------------------------------- | ----------------------------------------------------------------------- | ----------------------------------------------------------------------- | ----------------------------------------------------------------------- | ----------------------------------------------------------------------- |
| 8-6-2024                                                                | The Valley                                                              | Anguilla                                                                | 0 – 4                                                                   | Suriname                                                                | Qual. Mondiali 2026                                                     | 2                                                                       | 85’                                                                     |
| 20-11-2024                                                              | Toronto                                                                 | Canada                                                                  | 3 – 0                                                                   | Suriname                                                                | CONCACAF Nations League 2024-2025 - Quarti di finale                    | -                                                                       | 46’                                                                     |
| Totale                                                                  |                                                                         | Presenze                                                                | 2                                                                       |                                                                         | Reti                                                                    | 2                                                                       |                                                                         |

## Palmarès

### Club

#### Competizioni nazionali
- Coppa del Montenegro: 1

Sutjeska: 2022-2023

#### Competizioni internazionali
- AFC Champions League Two: 1

Sharjah: 2024-2025

### Individuale
- Capocannoniere della Prva crnogorska fudbalska liga: 1

2022-2023 (25 gol)